# Albert Lauris Thuras
Albert Lauris Thuras (* 1888; † 7. September 1945) war ein US-amerikanischer Ozeanograf und Entwickler.
Er studierte an der Universität von Minnesota und graduierte in Harvard. 
Ab 1916 diente er am International Ice Patrol an der Davisstraße als wissenschaftlicher Beobachter und 1918–1920 als Ozeanograf. In diesen Jahren fertigte er Studien über die veränderten Positionen des Golfstroms und des Labradorstroms zwischen April und Juli, die im Bulletin der United States Coast Guard veröffentlicht wurden.
Am Bureau of Standards war er verantwortlich für die Vervollkommnung von Instrumenten für bestimmte ozeanografische Arbeiten. Er entwickelte unter anderem eine hydrometrische Methode zur Ermittlung der Salinität des Meerwassers. 
Als Forschungs-Ingenieur arbeitete er zusammen mit Edward C. Wente bei Western Electric und ab 1925 bei den Bell Telephone Laboratories. Sie entwickelten 1925 den Treiber Western Electric 555-W für einen 12-Zoll-Hornlautsprecher, dessen Mathematik in Moving-Coil Telephone Receivers and Microphones beschrieben ist. Im Frequenzbereich der menschlichen Stimme hatte er einen Wirkungsgrad von 25 % (heute um 1 %) und konnte mit einem 10-Watt-Verstärker einen Kinosaal beschallen. Don Juan (Premiere: 6. August 1926) und Der Jazzsänger machten dem Stummfilm dann den Garaus. 
1930 entwickelte er das Bassreflex-Prinzip (US-Patent Nr. 1,869,178 vom 15. August 1930; erteilt am 26. Juli 1932). Am 28. März 1933 erhielt er das US-Patent Nr. 2,037,185 für sein Sound Translating Device.
1941 wurde er wegen seiner Erfahrungen in marinen Techniken zu den National Defense Laboratories im Fort Trumbull in New London (Connecticut) gesandt, um Unterwasser-Suchgeräte zu entwickeln. Danach lebte er in New York. Er war Mitglied im Explorers Club.